# Stora pesten i London
Stora pesten i London var en epidemi av böldpest som ägde rum i London mellan 1665 och 1666. Den beräknas ha dödat omkring 100.000 personer, eller en fjärdedel av stadens innevånare, på arton månader. Den räknas som en del av den andra pestpandemin, som började med digerdöden och sedan med regelbundna mellanrum utbröt fram till 1700-talet. Det var den sista pestemidemin i London. 
Pesten upphörde i samband med Stora branden i London 1666, och det ledde därför till spekulationer att branden hade utrotat pesten, genom att elda upp råttor och löss och icke-sanitära bostadsområden. Detta har senare vederlagts och bland annat motiverats med att pestens verkningar redan hade avtagit och att pesten inte upphörde direkt efter utan fortsatte att klinga av. Dessutom brann det inte i de områden som var värst ansatta av pesten som Whitechapel, Clerkenwell och Southwark.